# Peisandros (Politiker)
Peisandros war ein antiker athenischer Politiker im 5. Jahrhundert v. Chr. während des Peloponnesischen Krieges. Er war zunächst Führer der radikalen Demokraten und beteiligte sich dann an einer oligarchischen Verschwörung.

## Leben
Peisandros soll nach Aussage der Athenaion Politeia aus einer angesehenen Familie gestammt haben, doch kann dies nicht als gesichert gelten. Er gehörte jedenfalls zur Kommission, die 415 v. Chr. mit der Untersuchung des Hermen- und Mysterienfrevels beauftragt war und neben anderen den Feldherrn Alkibiades unter Anklage stellte, der daraufhin von der durch ihn betriebenen Sizilienexpedition abberufen wurde. Alkibiades begab sich ins Exil, zuerst nach Sparta, dann zum persischen Satrapen Tissaphernes. Zunächst „Radikaldemokrat“, wandte Peisandros sich nach der Niederlage in Sizilien den oligarchisch gesinnten Kräften zu.
412 v. Chr. fungierte er als Strategos bei der athenischen Flotte auf Samos und war die treibende Kraft hinter dem oligarchischen Umsturz des folgenden Jahres. Als Verbindungsmann zwischen der Hauptstadt und der Flotte, reiste er mehrfach zwischen Athen und Samos hin und her, um die Fäden der oligarchischen Verschwörung zu spinnen. Im Winter 412/11 v. Chr. reiste er auch zu dem lydischen Satrapen Tissaphernes, um die Möglichkeiten einer Rückkehr des Alkibiades auszuloten, der nach der Anklage zu den Spartanern übergelaufen war.
Noch im Dezember 412 v. Chr. traf Peisandros in Athen ein. Im Verbund mit oligarchisch gesinnten Hetairien plädierte er beim Volk für eine Verfassungsänderung und eine Abkehr von der bisher praktizierten Demokratie. Er offenbarte, dass Alkibiades bereit sei, zurückzukehren und Athen die Hilfe Persiens sicherzustellen – wenn denn die radikale Demokratie beseitigt werden sollte. Mit einer eindringlichen Rede, in der er nach den (nicht vorhandenen) Alternativen fragte, konnte Peisandros sich schließlich durchsetzen. So wurde die Volksversammlung im Frühjahr 411 v. Chr. entmachtet, und die Verschwörer zogen ins Rathaus ein. Der Rat der Vierhundert, der ursprünglich eine neue Verfassung ausarbeiten sollte, übte nun die vollständige Regierungsgewalt aus.
Dennoch scheiterte die sogenannte Diktatur der Vierhundert, vor allem weil das Gros der Flottenmannschaften in Samos demokratisch gesinnt blieb, zu denen nun auch Alkibiades stieß. In Athen verständigte sich Theramenes, einer der oligarchischen Verschwörer, mit den demokratisch gesinnten Kräften unter Führung des Strategen Aristokrates. Nach dem Verlust der Insel Euböa und einem Seesieg des Alkibiades in der Schlacht von Abydos wurde Ende 411 v. Chr. der Rat der Vierhundert entmachtet; die neue Versammlung der Fünftausend übergab im Sommer 410 v. Chr. wieder die Rechte an die Volksversammlung.
Während die wichtigsten Mitverschwörer wie Phrynichos, Antiphon von Rhamnus und Aristarchos ermordet oder hingerichtet wurden, war Peisandros bereits beim Scheitern der Vierhundert aus Athen zu den Spartanern nach Dekeleia geflohen. Sein weiteres Schicksal ist unbekannt, möglicherweise ging er nach Persien.
Peisandros wurde häufig Ziel des Spotts in der Komödie (so bei Aristophanes), die ihn als gefräßig, dick, feige und korrupt zeichnete. In dem mittelbyzantinischen Lexikon Suda ist seine Feigheit sprichwörtlich geworden. Sein politischer Opportunismus war sicher bemerkenswert und ließ ihn von einem Ende des politischen Spektrums übergangslos auf die gegenüberliegende Seite treten. Dennoch lässt sich auch nicht leugnen, dass er in der Krise nach dem Untergang der Sizilienexpedition als einer der wenigen politischen Führer Athens Tatkraft an den Tag legte.